# EFL League Two
English Football League Two (známá také jako League Two, oficiálním názvem dle sponzora Sky Bet League 2) je čtvrtá nejvyšší fotbalová soutěž v Anglii. Tento název má od roku 2004. V roce 1958 se liga jmenovala Division Four a od roku 1992 Division Three.

## Postupující (z League Two)
| Sezóna  | Vítěz              | Postupující         | Postupující       | Vítěz play-off       |
| ------- | ------------------ | ------------------- | ----------------- | -------------------- |
| 2004/05 | Yeovil Town        | Scunthorpe United   | Swansea City      | Southend United      |
| 2005/06 | Carlisle United    | Northampton Town    | Leyton Orient     | Cheltenham Town      |
| 2006/07 | Walsall            | Hartlepool United   | Swindon Town      | Bristol Rovers       |
| 2007/08 | Milton Keynes Dons | Peterborough United | Hereford United   | Stockport County     |
| 2008/09 | Brentford          | Exeter City         | Wycombe Wanderers | Gillingham           |
| 2009/10 | Notts County       | Bournemouth         | Rochdale          | Dagenham & Redbridge |
| 2010/11 | Chesterfield       | Bury                | Wycombe Wanderers | Stevenage            |
| 2011/12 | Swindon Town       | Shrewsbury Town     | Crawley Town      | Crewe Alexandra      |
| 2012/13 | Gillingham         | Rotherham United    | Port Vale         | Bradford City        |
| 2013/14 | Chesterfield       | Scunthorpe United   | Rochdale          | Fleetwood Town       |
| 2014/15 | Burton Albion      | Shrewsbury Town     | Bury              | Southend United      |
| 2015/16 | Northampton Town   | Oxford United       | Bristol Rovers    | AFC Wimbledon        |
| 2016/17 | Portsmouth         | Plymouth Argyle     | Doncaster Rovers  | Blackpool            |
| 2017/18 | Accrington Stanley | Luton Town          | Wycombe Wanderers | Coventry City        |
| 2018/19 | Lincoln City       | Bury                | Milton Keynes     | Tranmere Rovers      |
| 2019/20 | Swidon             | Crewe               | Plymouth          | Northampton          |
| 2020/21 | Cheltenham         | Cambridge           | Bolton            | Morecambe            |
| 2021/22 | Forest             | Exeter              | Bristol           | Port Vale            |
| 2022/23 | Leyton             | Stevenage           | Northampton       | Stockport            |
| 2023/24 | Stockport          | Wrexham             | Mansfield         | Crawley              |
| 2024/25 | Doncaster Rovers   | Port Vale           | Bradford City     |                      |

## Sestupující (z League Two)
| Sezóna  | Kluby                                    |
| ------- | ---------------------------------------- |
| 2004/05 | Kidderminster Harriers, Cambridge United |
| 2005/06 | Oxford United, Rushden & Diamonds        |
| 2006/07 | Boston United, Torquay United            |
| 2007/08 | Mansfield Town, Wrexham                  |
| 2008/09 | Chester City, Luton Town                 |
| 2009/10 | Darlington, Grimsby                      |
| 2010/11 | Lincoln City, Stockport County           |
| 2011/12 | Macclesfield Town, Hereford United       |
| 2012/13 | Aldershot Town, Barnet                   |
| 2013/14 | Bristol Rovers, Torquay United           |
| 2014/15 | Cheltenham Town, Tranmere Rovers         |
| 2015/16 | York City, Dagenham & Redbridge          |
| 2016/17 | Hartlepool United, Leyton Orient         |
| 2017/18 | Barnet, Chesterfield                     |
| 2018/19 | Notts County, Yeovil                     |
| 2019/20 | Macclesfield                             |
| 2020/21 | Southend, Grimsby                        |
| 2021/22 | Oldham, Scunthorpe                       |
| 2022/23 | Hartlepool, Rochdale                     |
| 2023/24 | Sutton, Forest                           |
| 2024/25 | Carlisle United, Morecambe               |

## Nejlepší střelci
| Sezóna  | Nejlepší střelec  | Klub                | Góly |
| ------- | ----------------- | ------------------- | ---- |
| 2004/05 | Phil Jevons       | Yeovil Town         | 27   |
| 2005/06 | Karl Hawley       | Carlisle United     | 23   |
| 2006/07 | Richard Barker    | Hartlepool United   | 21   |
| 2006/07 | Izale McLeod      | Milton Keynes Dons  | 21   |
| 2007/08 | Aaron McLean      | Peterborough United | 29   |
| 2008/09 | Grant Holt        | Shrewsbury Town     | 20   |
| 2008/09 | Jack Lester       | Chesterfield        | 20   |
| 2009/10 | Lee Hughes        | Notts County        | 30   |
| 2010/11 | Clayton Donaldson | Crewe Alexandra     | 28   |
| 2011/12 | Izale McLeod      | Barnet              | 18   |
| 2011/12 | Jack Midson       | AFC Wimbledon       | 18   |
| 2012/13 | Tom Pope          | Port Vale           | 31   |
| 2013/14 | Sam Winnall       | Scunthorpe United   | 23   |
| 2014/15 | Matt Tubbs        | Portsmouth          | 21   |
| 2015/16 | Matty Taylor      | Bristol Rovers      | 27   |
| 2016/17 | John Akinde       | Barnet              | 26   |
| 2016/17 | John Marquis      | Doncaster Rovers    | 26   |
| 2017/18 | Marc McNulty      | Coventry City       | 25   |
| 2017/18 | Billy Kee         | Accrington Stanley  | 25   |
| 2018/19 | James Norwood     | Tranmere Rovers     | 29   |